# Roy Black
Roy Black (Nova Iorque, 17 de fevereiro de 1945 – Coral Gables, 21 de julho de 2025) foi um advogado americano. Ele era conhecido por ter sido absolvido, em 1991, de William Kennedy Smith por acusações de estupro e por sua representação do comentarista conservador de rádio Rush Limbaugh. Outras celebridades que Black teve representado incluem o ator Kelsey Grammer, o piloto Hélio Castroneves, o criador de Girls Gone Wild, Joe Francis, o artista Peter Max, o financista Jeffrey Epstein, e Justin Bieber. Black também é informalmente chamado pelo apelido de "The Professor".

## Infância e educação
Black nasceu em Nova Iorque em 1945. Seus pais se divorciaram logo após seu nascimento e sua mãe se casou em 1951 com um executivo automotivo britânico que mudou a família para Connecticut e depois para a Jamaica. Black obteve uma graduação na Universidade de Miami em 1967 e um Juris Doctor na Faculdade de Direito da Universidade de Miami. Enquanto cursou a UM, Black foi membro do Zeta Epsilon da Alpha Tau Omega. Após sua graduação em 1970, ele recebeu a maior pontuação possível no Exame de Ordem da Flórida. Depois da escola, ele trabalhou como defensor público assistente. Em 1973, trabalhou como professor adjunto em provas criminais na Universidade de Miami.

## Carreira
Foi sócio da Black, Srebnick, Kornspan & Stumpf, uma empresa de julgamento em Miami especializada em litígios civis e defesa criminal, Black também atua como instrutora adjunta de provas criminais na Faculdade de Direito da Universidade de Miami. Além de seu trabalho jurídico, Black fornece comentários jurídicos para vários noticiários da NBC e interpretou o "sócio-gerente" do The Law Firm, um programa de TV baseado na realidade e de curta duração que coloca advogados uns contra os outros semana a semana. em uma versão legal do The Apprentice.

## Vida pessoal
Black foi casado três vezes. Em 1984, ele se casou com sua segunda esposa, Naomi Morris Black, com quem ele tem uma filha, Nora Black (psicoterapeuta de São Francisco). Em 1994, Roy Black casou-se com Lisa Lea Haller, jurada no julgamento de William Kennedy Smith e colega de elenco de The Real Housewives of Miami. Eles começaram a namorar vários meses após o julgamento. Eles têm um filho, RJ, que como seu pai, aparece ocasionalmente no programa.